# Parafia Świętych Apostołów Piotra i Pawła w Otfinowie
Parafia Świętych Apostołów Piotra i Pawła w Otfinowie – parafia rzymskokatolicka, znajdująca się w diecezji tarnowskiej, w dekanacie Żabno.